# Колесниковское сельское поселение (Рязанская область)
Коле́сниковское се́льское поселе́ние — сельское поселение Клепиковского района Рязанской области.

## История
Первые упоминания о деревни Колесниково относятся к «Сведениям для истории сел и деревень Касимовского уезда Рязанской губернии по данным IX ревизии 1850 года» (фонд 129 ГАРО). Согласно данным Сведениям, деревня Колесниково находилась в собственности Зарницына Никиты Кузьмича, коллежского советника и Федоровской Прасковьи Ивановны, надворной советницы.
После установления Советской власти и вплоть до 2003 года, административные функции первичного органа власти исполнял Сельсовет (Колесниковский сельский Совет народных депутатов), во главе с председателем.
В разное время территория Сельского поселения входила в состав разных районов (уездов), в том числе и Касимовского уезда, с 1929 года — Рязанского округа Центрально-Промышленной области. 30 июля 1930 года округа были упразднены и район отошёл в прямое подчинение Мособлисолкому. В соответствие с постановлением от 26 сентября 1937 года из Московской области были выделены Тульская и Рязанская области. Территория Сельского поселения, как и Клепиковский район вошла в состав вновь образованной Рязанской области.
С 1935 года территория поселения в составе вновь созданного Бельковского района с центром в посёлке Гусь-Железный (упразднён в 1959-м году).
С 1963 года по 1965 года, вовремя неудавшейся всесоюзной реформы по делению на сельские и промышленные районы и парторганизации, в соответствии с решениями ноябрьского (1962 года) пленума ЦК КПСС «О перестройке партийного руководства народным хозяйством», район в числе многих в СССР был временно упразднён (укрупнён), но менее года существовал созданный указом Президиума Верховного Совета РСФСР от 3 марта 1964 года Клепиковский сельский район Рязанской области, в которой и вошла территория поселения.
Законом Рязанской области от 11 мая 2017 года № 28-ОЗ, были преобразованы, путём их объединения, Малаховское и Колесниковское сельские поселения — в Колесниковское сельское поселение с административным центром в деревне Колесниково.

## Население
| 2010 | 2012 | 2013 | 2014 | 2015 | 2016 | 2017 |
| ---- | ---- | ---- | ---- | ---- | ---- | ---- |
| 589  | ↘564 | ↘551 | ↘545 | ↘538 | ↘523 | ↗534 |
| 2018 | 2019 | 2020 | 2021 |      |      |      |
| ↗920 | ↘884 | ↘850 | ↘643 |      |      |      |

## Состав сельского поселения
| №  | Населённый пункт    | Тип населённого пункта          | Население |
| -- | ------------------- | ------------------------------- | --------- |
| 1  | Акулово             | деревня                         | ↘84       |
| 2  | Амлешовские Выселки | деревня                         | 9         |
| 3  | Андроново           | деревня                         | ↘37       |
| 4  | Борисково           | деревня                         | ↘57       |
| 5  | Ветчаны             | деревня                         | ↘65       |
| 6  | Воскресенье         | село                            | ↘1        |
| 7  | Гаврино             | деревня                         | ↘15       |
| 8  | Дмитриево           | деревня                         | ↘29       |
| 9  | Иванково            | деревня                         | ↘16       |
| 10 | Княжи               | деревня                         | 26        |
| 11 | Колесниково         | деревня, административный центр | ↘254      |
| 12 | Култуки             | деревня                         | ↘27       |
| 13 | Малахово            | село                            | ↘238      |
| 14 | Мамасево            | деревня                         | ↘11       |
| 15 | Миленино            | деревня                         | ↘16       |
| 16 | Немятово            | деревня                         | ↘14       |
| 17 | Ново-Аносово        | деревня                         | 10        |
| 18 | Ново-Савино         | деревня                         | 1         |
| 19 | Норино              | деревня                         | ↘84       |
| 20 | Октябрь             | посёлок                         | 20        |
| 21 | Сергеевка           | деревня                         | ↘4        |
| 22 | Уречное             | деревня                         | ↘8        |
| 23 | Часлово             | деревня                         | ↘7        |

## Местное самоуправление
Глава
Глава Колесниковского сельского поселения — Деткин Владимир Владимирович (Рязанское региональное отделение ВПП «Единая Россия», избран 10 сентября 2017 года)
Депутаты Совета депутатов муниципального образования
- Гришков Евгений Иванович (КПРФ)
- Зайцев Михаил Иванович (КПРФ)
- Борисов Александр Николаевич (Единая Россия)
- Колобаева Нина Михайловна (Единая Россия)
- Трушкина Елена Николаевна (Единая Россия)
- Чернов Игорь Александрович (Единая Россия)
- Якушева Оксана Николаевна (Единая Россия)[18]

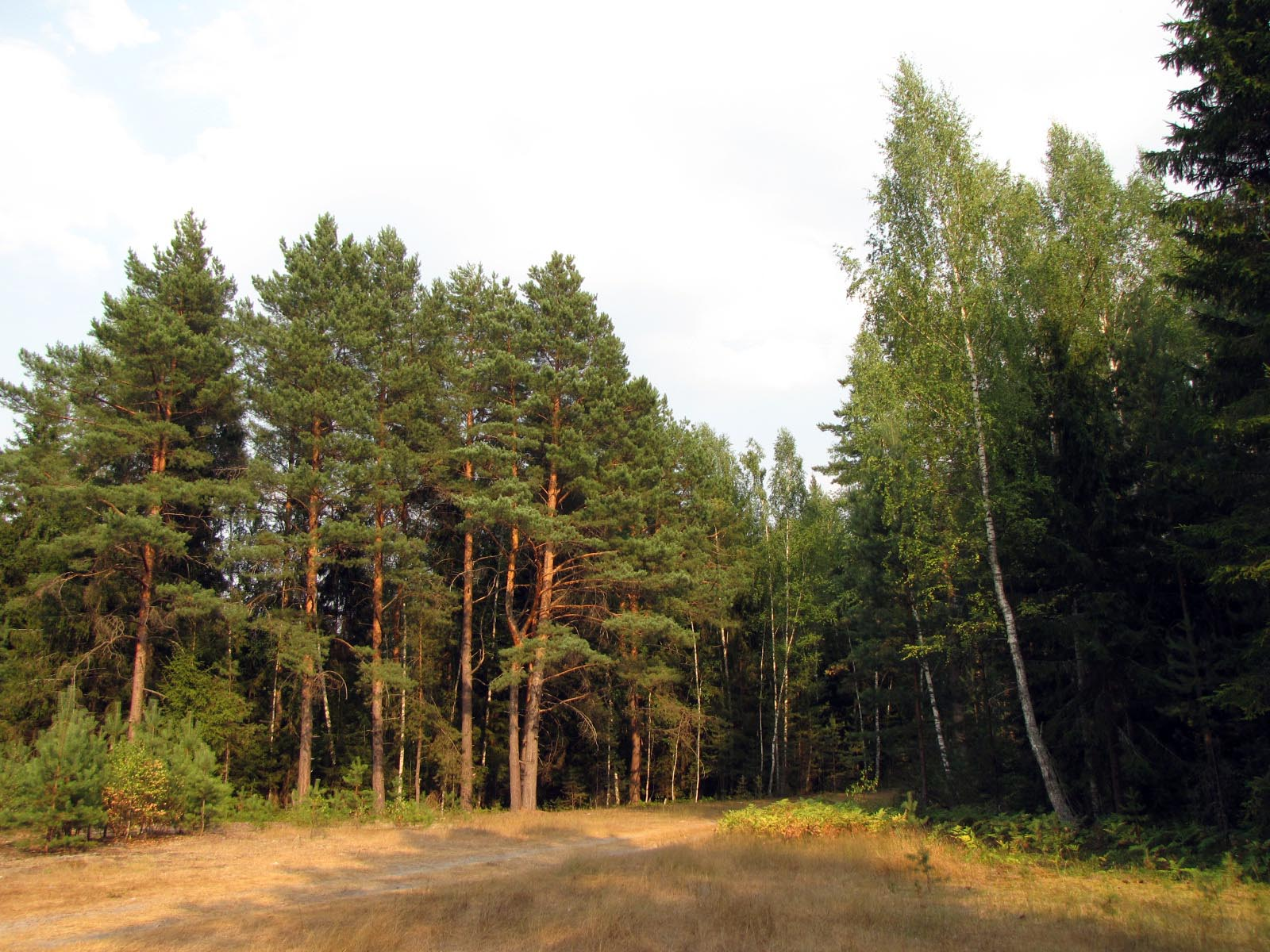
Лес возле деревни Колесниково

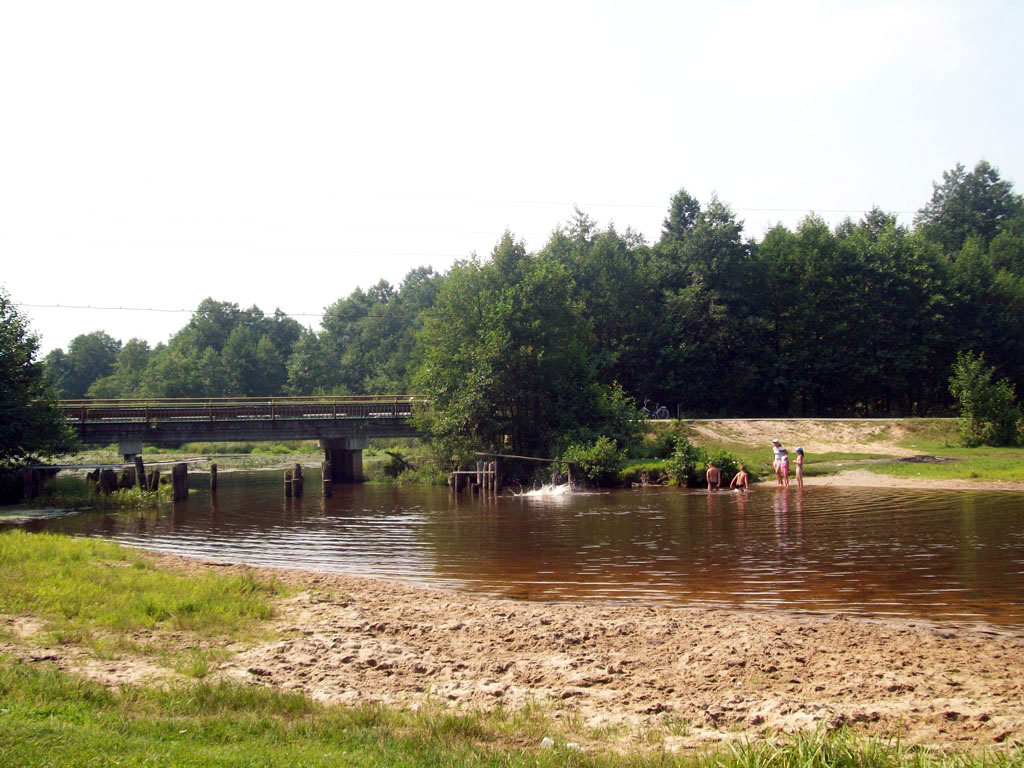
Река Курша возле деревни Колесниково

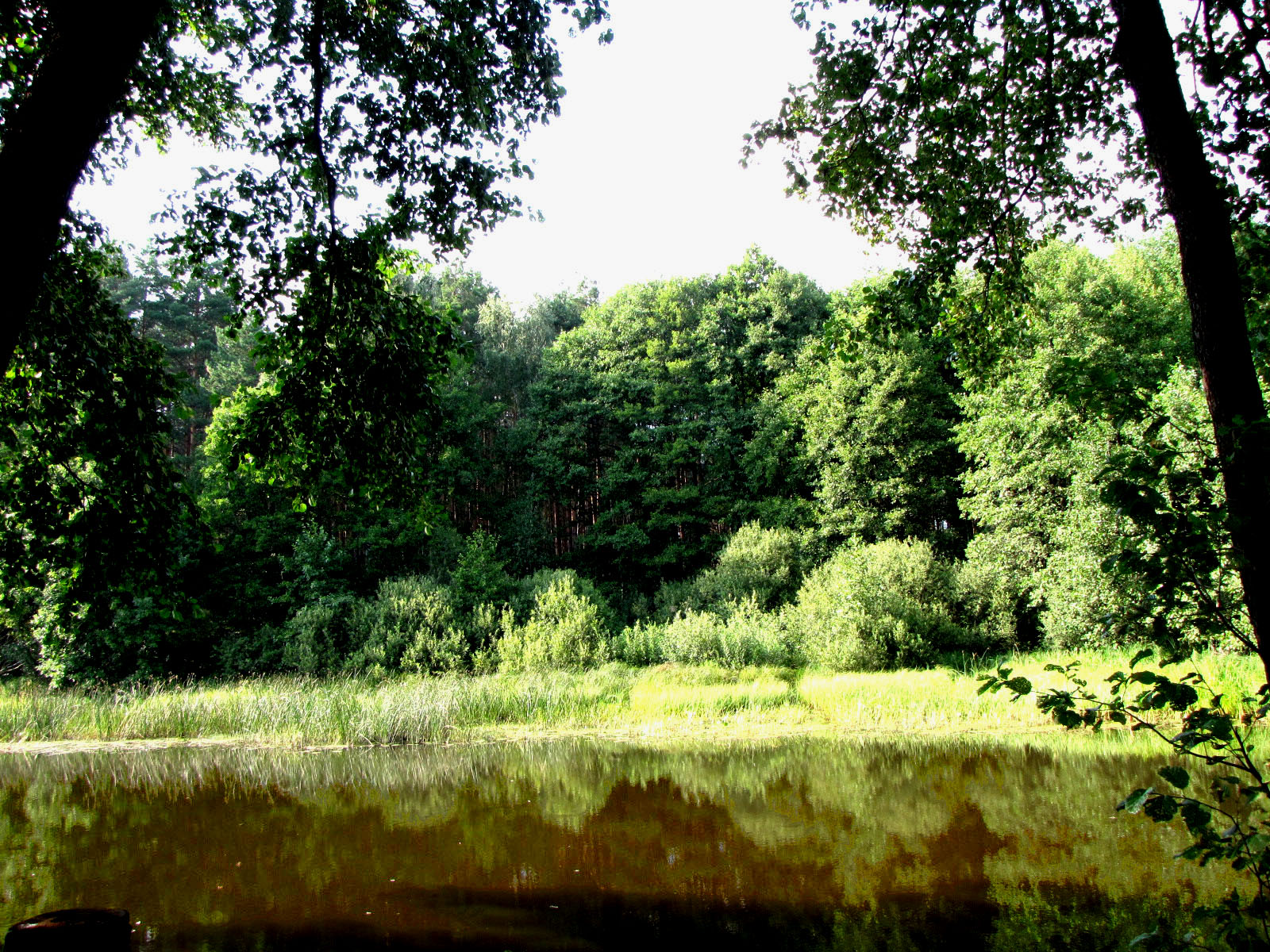
Река Нарма возде деревни Уречное

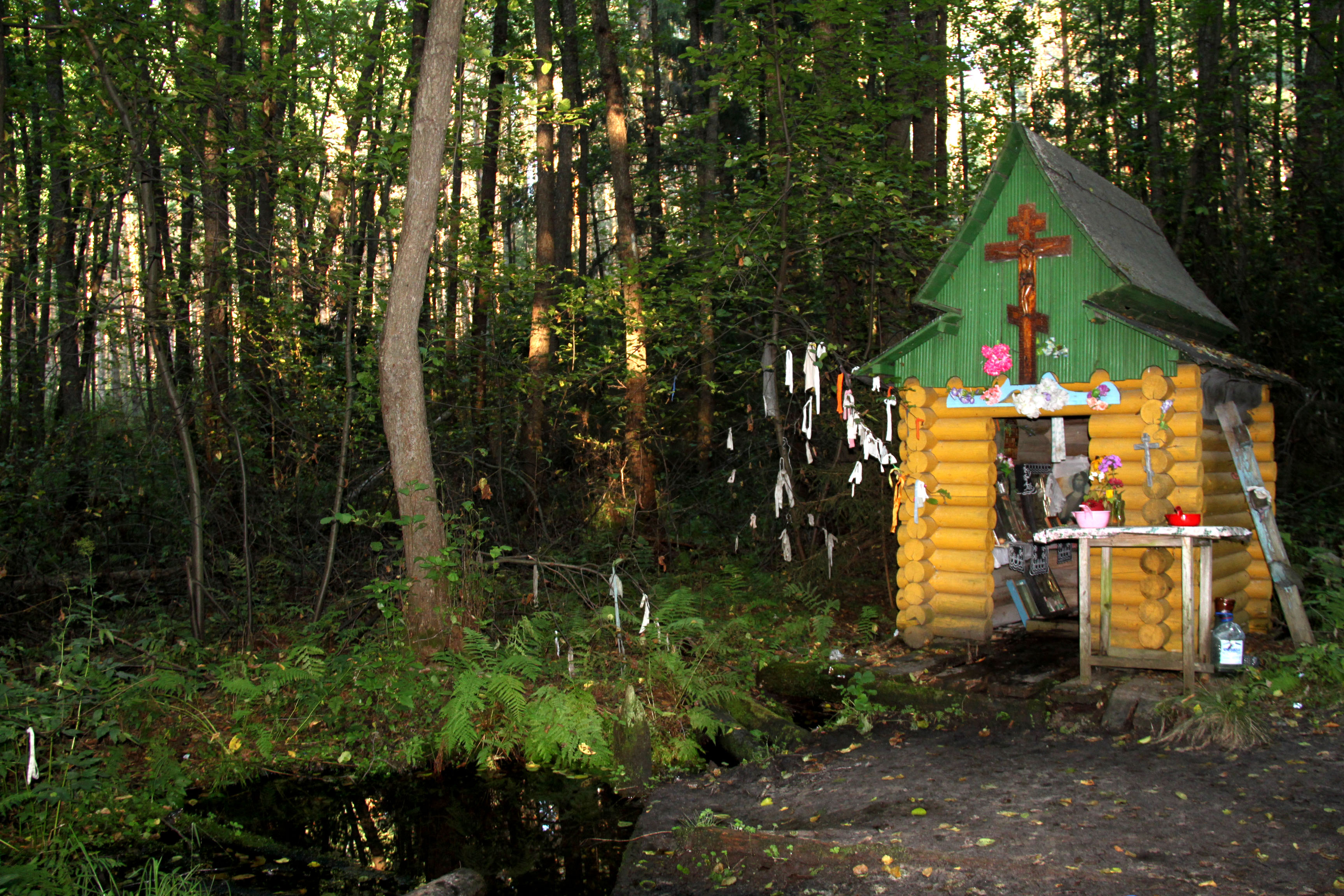
Родник между деревнями Часлово и Гаврино

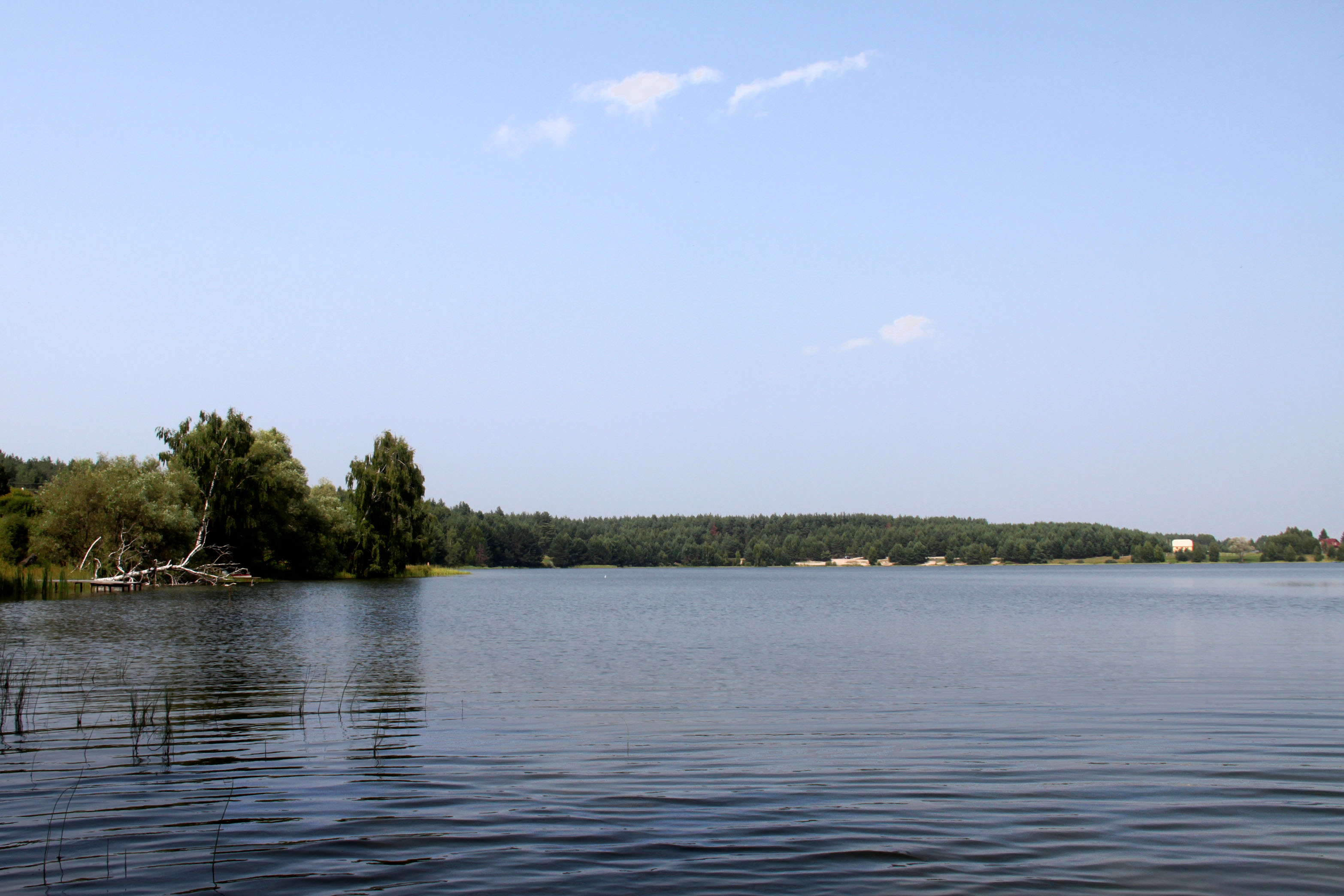
Гавринское озеро

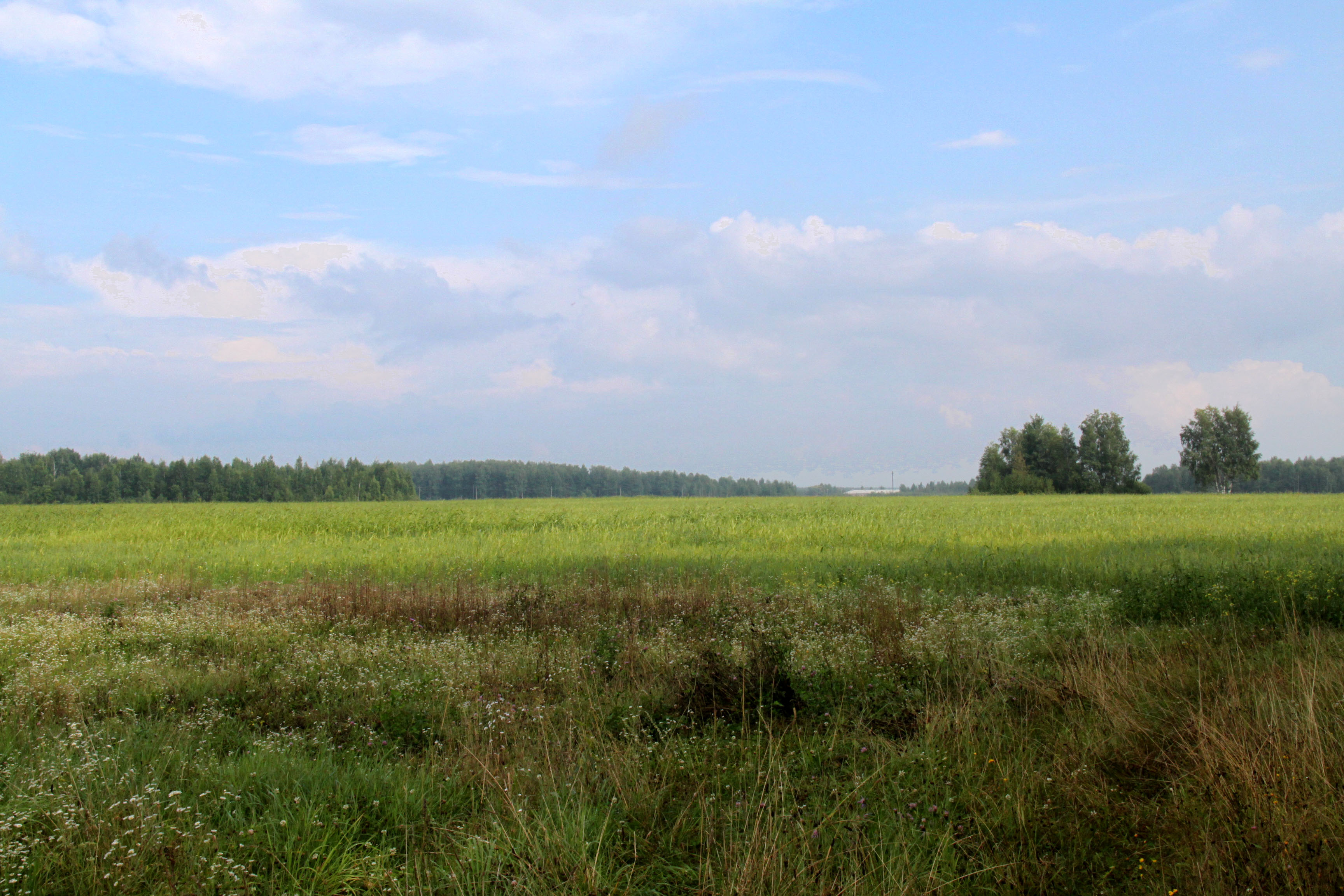
Поле между деревнями Колесниково и Уречное

## Физико-географическая характеристика

### Климат
Климат умеренно континентальный. Средняя температура января −10 °C, июля +20 °C. Осадков около 550 мм в год, максимум летом, 25-30 % всех осадков выпадает в виде снега. Вегетационный период длится около 180 дней. Продолжительность отопительного сезона — 212 дней.
Растительный и животный мир
Преобладают леса сосновые и широколиственно-сосновые. Большая часть территории входит в Мещёрский национальный парк. В лесах низменности водится много зверья. В лесу можно встретить глухарей, оленей, лосей, медведей. Водятся волки, рыси, горностаи. По пойменным Мещёрским озёрам и старицам обитают выхухоль, бобры. В лесу и пойме встречаются ужи, ящерицы, веретеницы, медянки, гадюки. Много дичи: уток, чирков, бекасов, дупелей; из грызунов — суслики, хомяки, тушканчики; из птиц — чирки, кряква, серая утка, сова и др.
В лесах и на лугах много черники, земляники, голубики, малины, клюквы, калины, шиповника, чёрной смородины.
В лесах растут грибы: (дубовики, рыжики, подосиновики, подберёзовики, лисички, сыроежки, маслята, моховики, луговые шампиньоны и др.).
Озера и реки богаты рыбой. Всего насчитывается около 30 видов рыб, таких как язь, лещ, плотва, карась, окунь, судак, стерлядь, сом, щука, ёрш.
Гидрология
По территории сельского поселения протекают реки: Нарма, Курша, Польская и Игловка.
Расположено несколько озёр, входящих в Мещёрскую низменность (Клепиковские озёра). Озёра, в основном, носят названия населённых пунктов, возле которых они расположены — Мамасевское, Чаславское, Гавринское (является памятником природы регионального значения) и озеро Глухое.
Расположено множество болот (Клепиковские болота). Болотные испарения, обилие мошек, комаров и оводов — всё это характерно для Мещёры в целом.
Экология
Одна из важнейших экологических проблем — периодические лесо-торфяные пожары. Так во время пожаров лета 2010 года, вся территория сельского поселения была несколько дней покрыта плотной дымовой завесой.

## Транспорт
Постоянное транспортное сообщение отсутствует. До ближайшего транспортного узла — рабочего посёлка Тума ходит автобус 1 раз в неделю, по четвергам. Автобус следует до конечной остановки — деревни Акулово.

## Сельское хозяйство, производство
По состоянию на 2011 год, сельское хозяйство полностью разрушено. На территории сельского поселения расположено одно мелкое фермерское хозяйство. Ранее, на территории сельского поселения располагалось несколько колхозов, в каждом населённом пункте. Позднее совхоз «Колесниковский», в который входило три отделения: Колесниковское, Норинское и Акуловское. Основное направление — молочное животноводство. В совхозе было несколько животноводческих ферм. Население было занято в сельском хозяйстве (доярки, трактористы). Совхоз имел собственные луга близ реки Ока, возле деревни Ибердус.
В настоящее время в окрестностях ведётся заготовка и обработка древесины (лесопромышленное хозяйство), работает несколько лесопилок.

## Социальная сфера
На территории сельского поселения имеются: средняя сельская школа (МОУ «Колесниковская основная общеобразовательная школа». Новое здание построено в 2006 году), сельский клуб, библиотека, медицинский пункт, почтовое отделение.
В деревни Колесниково есть два стационарных магазина. Остальная территория сельского поселения обслуживается передвижными автолавками.
Территория сельского поселения полностью газифицирована.
Имеется два кладбища — в деревни Колесниково и селе Воскресенье.
Имеется неустойчивая мобильная связь и интернет (ближайшая вышка сотовых операторов находится в деревне Малахово).

## Достопримечательности
Гавринское озеро — памятник природы регионального значения.
На территории Колесниковского сельского поселения есть несколько часовен при кладбищах: Колесниковское, Воскресение и часовня возле родника в деревне Норино.
В деревне Дмитриево есть Храм во имя благоверного князя Димитрия Донского. Все часовни и церковь построены в 2000-е годы.
Ранее в деревне Колесниково находилась Архангельская церковь, построенная на народные деньги в 1895 году, которая была закрыта в 1931 году и использовалась как школа (сгорела в 1990-е годы). Сейчас на месте церкви построена часовня.
В деревне Акулово сохранилась старая часовня, предположительно 1861-го года постройки. Возле этой деревни установлен памятный камень венгерским военнопленным, работавшим здесь во время Великой Отечественной войны на заготовке леса.
К настоящим достопримечательностям, скорее всего, можно отнести уникальную природу этого края, воспетую с стихах Сергея Есенина и произведениях Михаила Пришвина, Константина Георгиевича Паустовского.

## Известные люди и уроженцы
- Анисков, Василий Иванович (1906—1980) — руководитель строительства научных объектов, связанных с исследованиями в области ядерной физики. Под его руководством построены: крупный исследовательский центр в Арзамасе, научный городок в поселке Обнинское Калужской области (г. Обнинск), научно-исследовательский центр в поселке Ново-Иваньково Калининской области (г. Дубна). Генерал-лейтенант. Родился 21 апреля 1906 года в деревне Часлово.[25]
- Анисичкин, Фёдор Иванович (1915—1998) — Герой Советского Союза. Родился в деревне Култуки.
- Бажанов, Константин Васильевич (1879—1937) — священномученик и протоиерей. С 1902 по 1937 год священник Архангельской церкви села Колесниково, законоучитель земских школ деревень Норино, Акулово и села Колесниково. Арестован 19.09.1937, осужден 06.12.1937 Тройкой УНКВД по Рязанской обл. по ст. 58 УК РСФСР по обвинению в активном участии в контрреволюционной организации, расстрелян 23.12.1937. Причислен к лику святых новомучеников и исповедников Российских на Архиерейском Соборе Русской Православной Церкви в августе 2000 года для общецерковного почитания.[26]
- Бондарев, Гавриил Сергеевич (19011—1999) — участник Великой Отечественной войны. Полный кавалер ордена Славы. Родился в деревне Ветчаны.
- Голованов, Григорий Васильевич (1901—1979) — советский военный деятель, Генерал-майор (1943 год).[27]
- Пушкин, Николай Петрович[28] (1918—2007) — командир эскадрильи 2-го гвардейского истребительного авиационного полка 215-й истребительной авиационной дивизии 2-го истребительного авиационного корпуса 3-й воздушной армии Калининского фронта, гвардии полковник, Герой Советского Союза. Родился 4 декабря 1918 года в деревне Норино. На здании Колесниковской школы установлена мемориальная доска в честь Героя.[29]

## Галерея

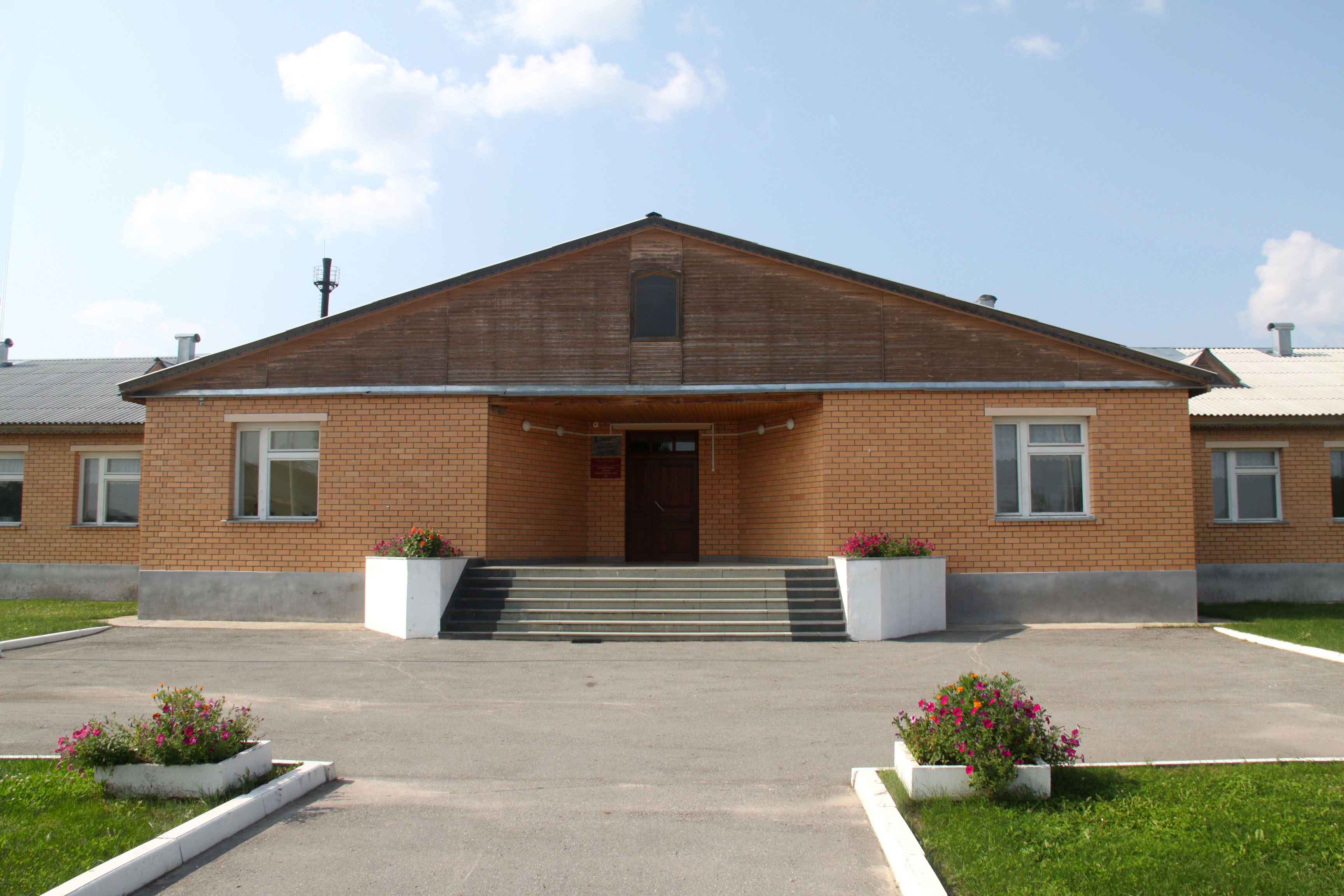
Колесниковская средняя общеобразовательная школа
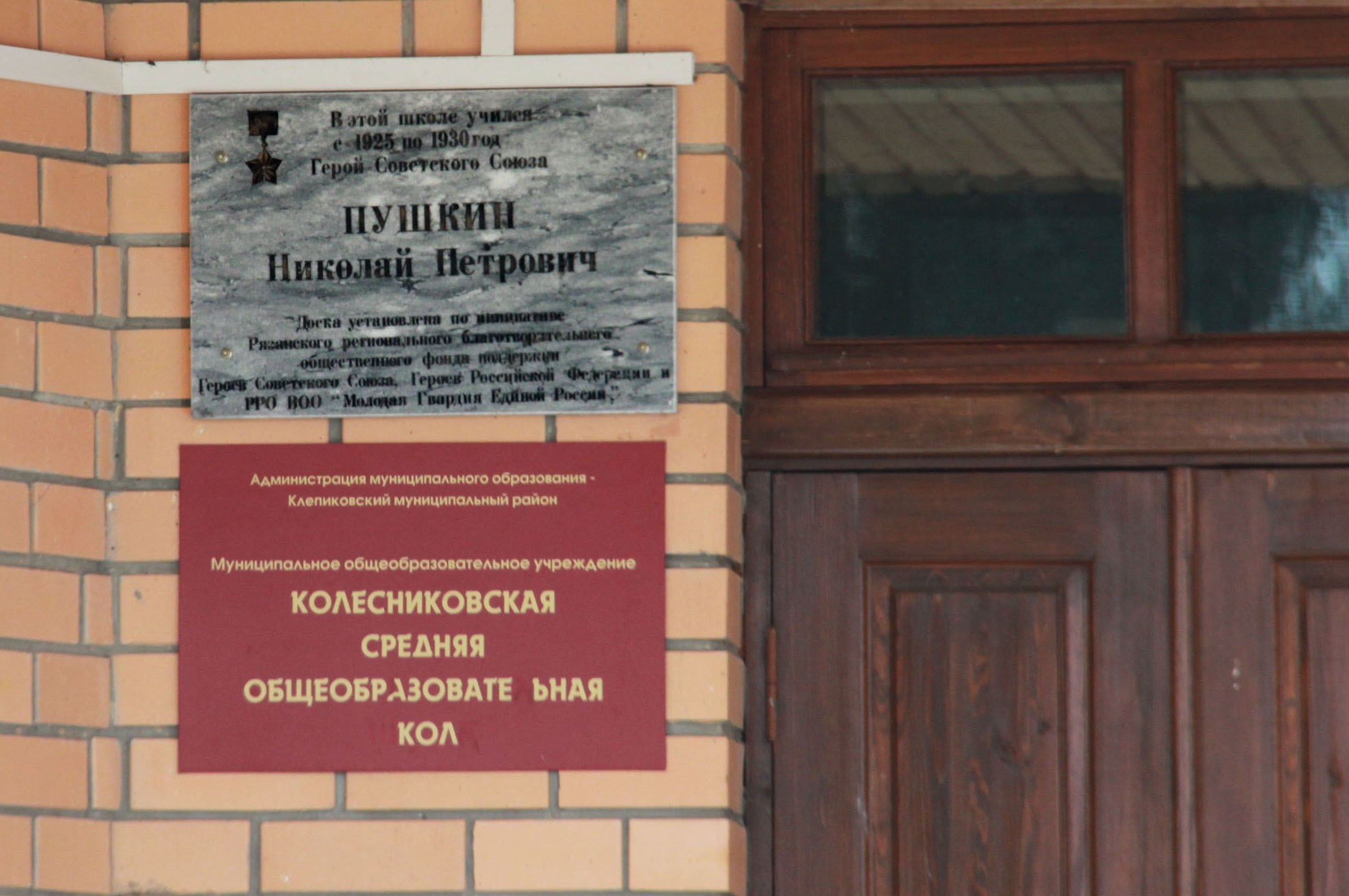
Мемориальная доска Героя Советского Союза Н.П. Пушкина на Колесниковской средней школе
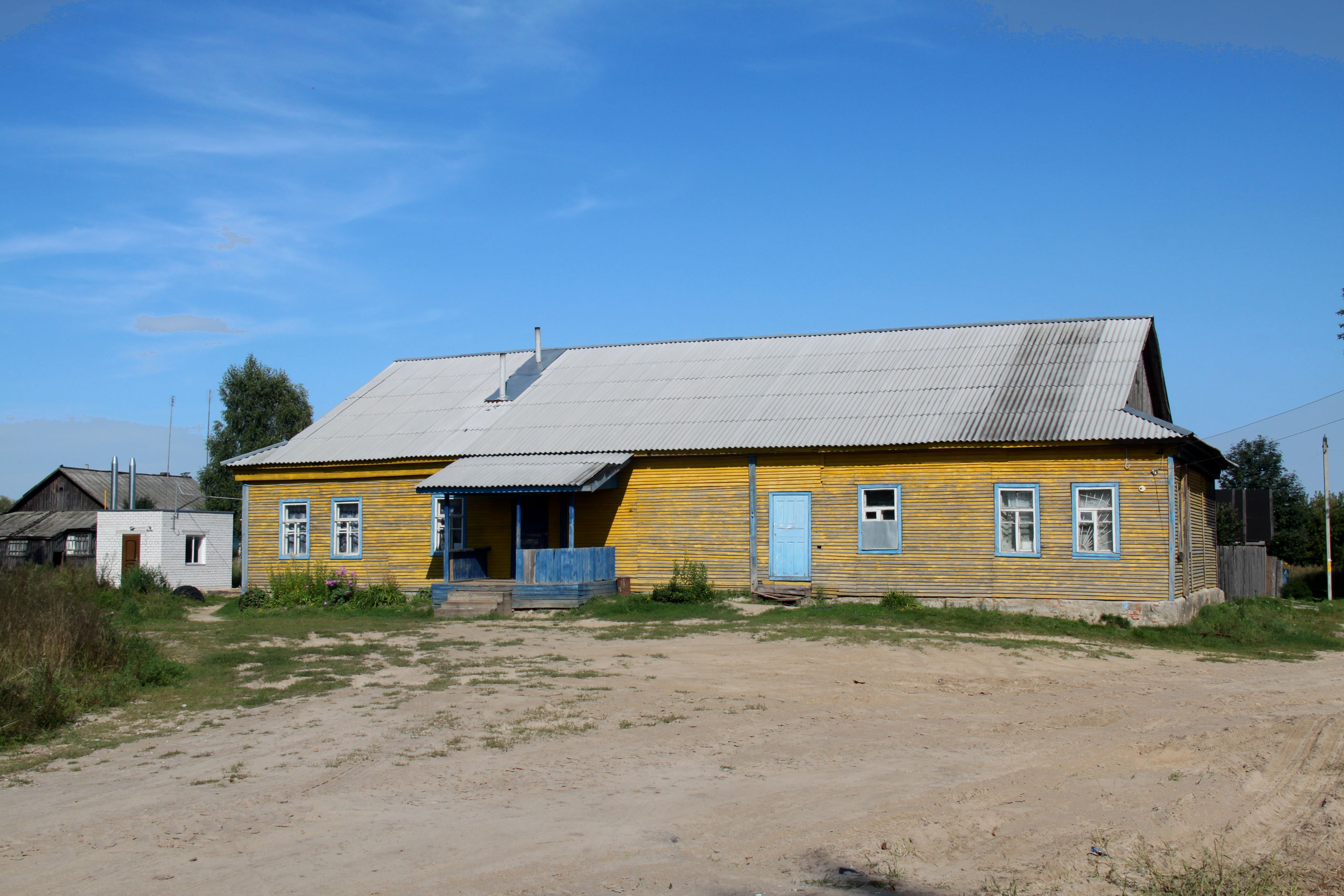
Сельский клуб и библиотека в деревни Колесниково
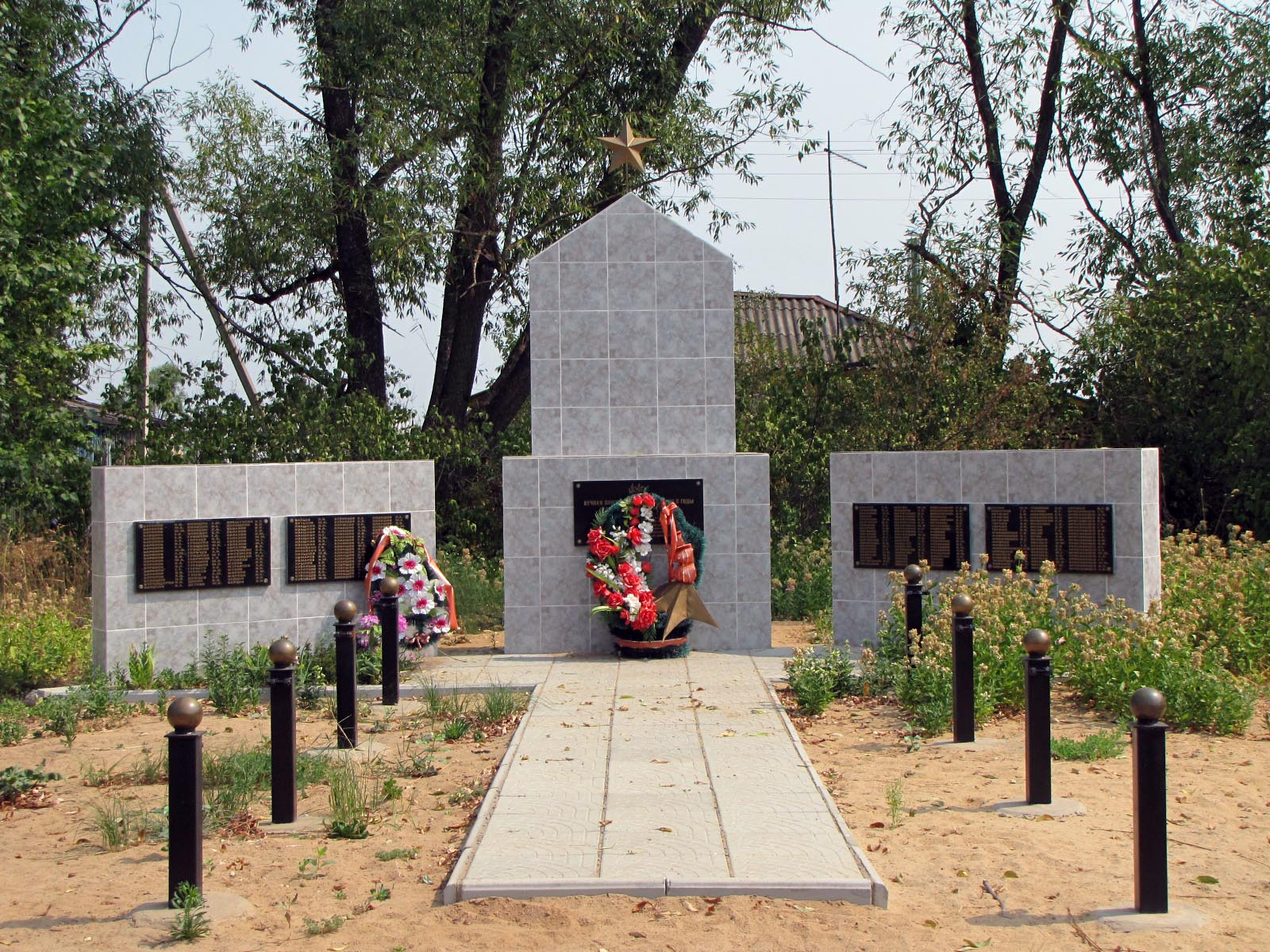
Памятник жителям, погибшим в годы войны в деревне Колесниково

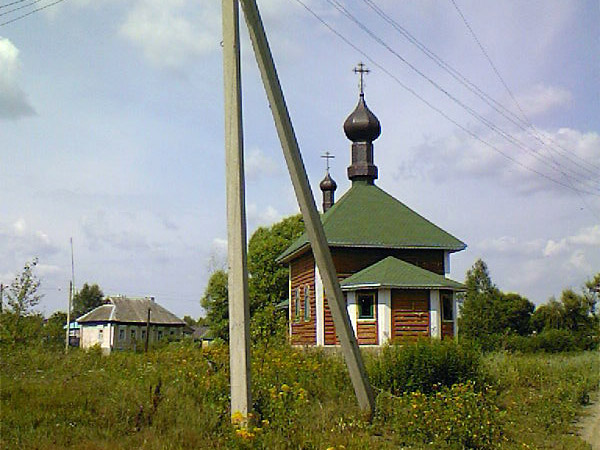
Часовня в деревне Дмитриево
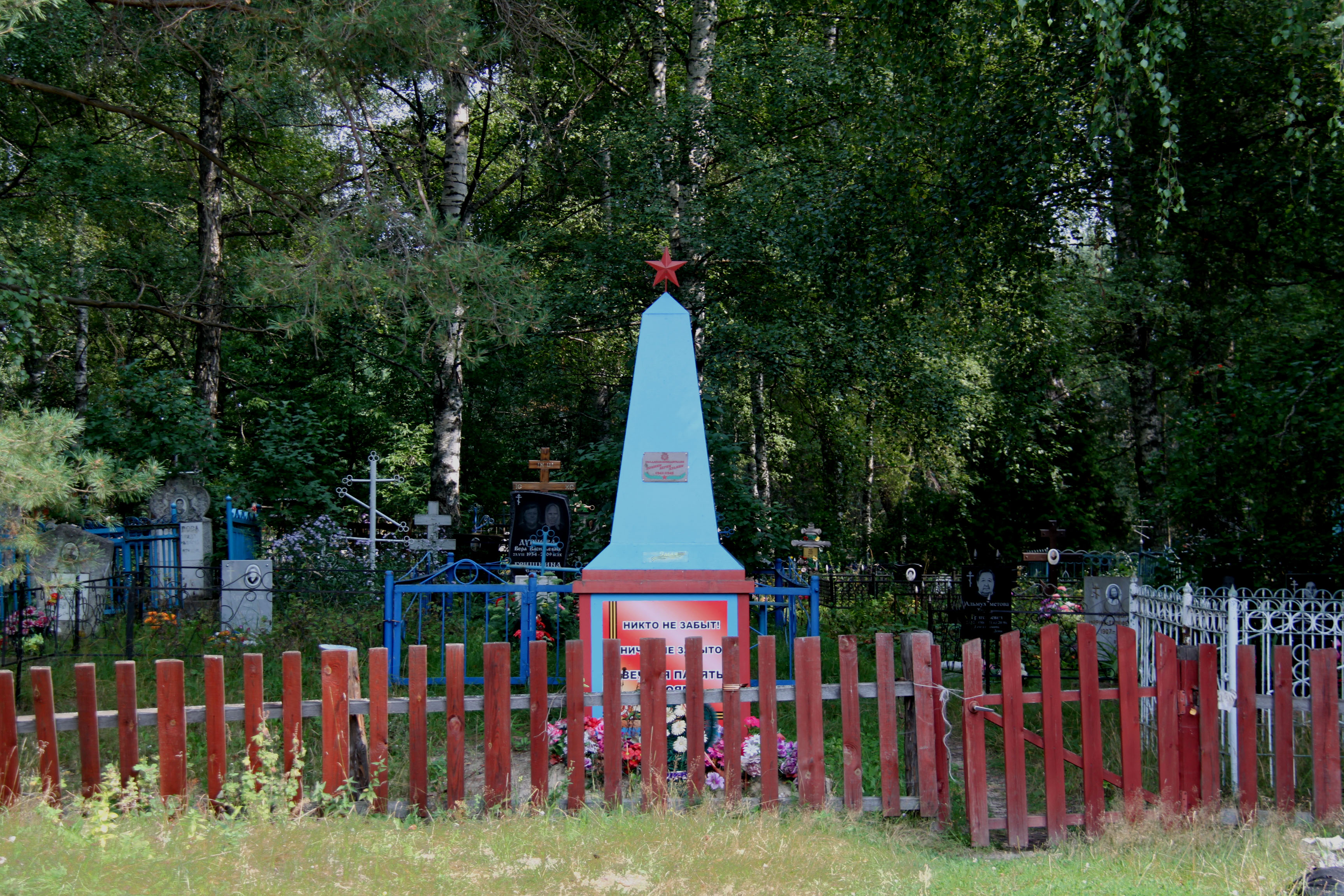
Кладбище села Воскресенье
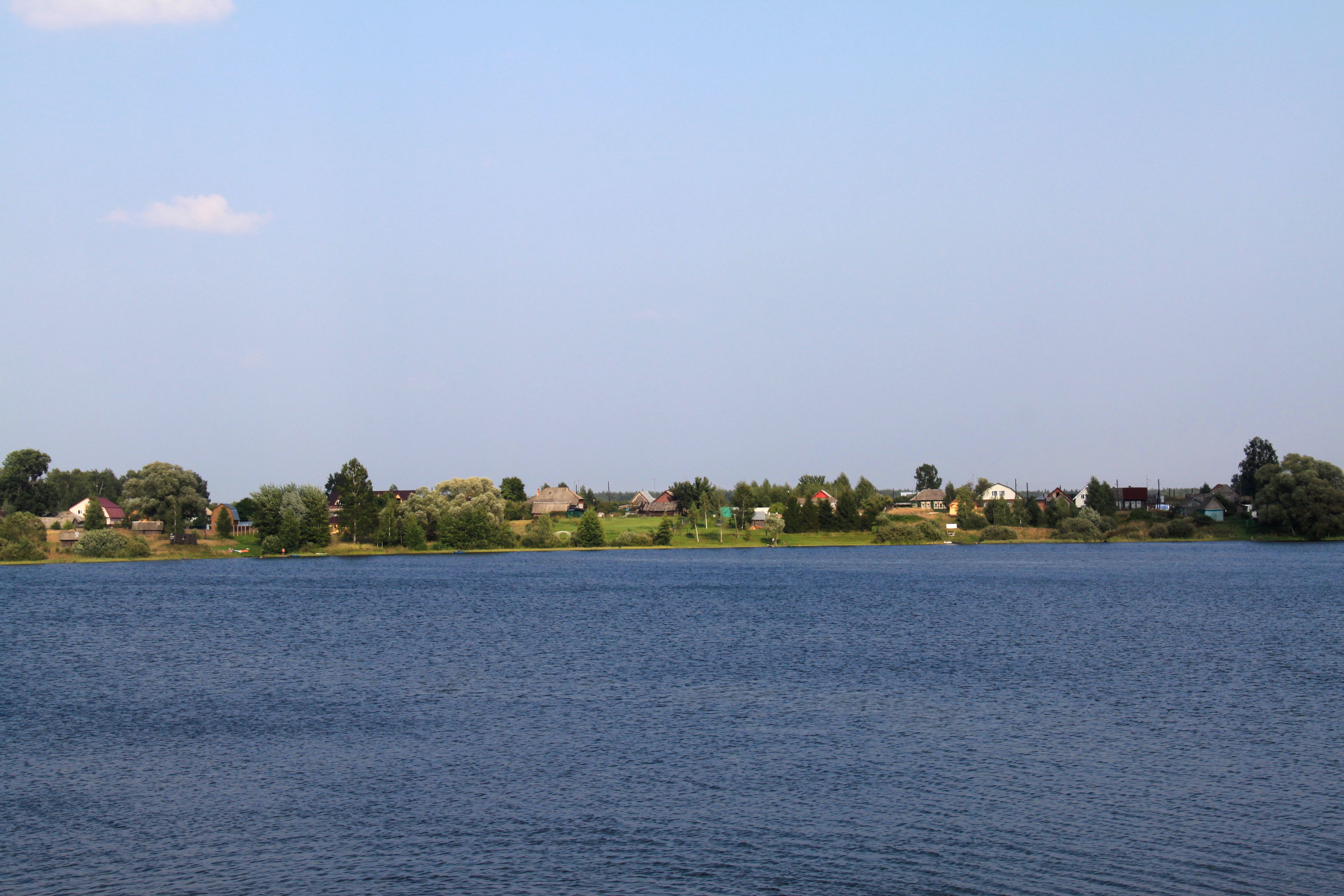
Деревня Гаврино и Гавринское озеро
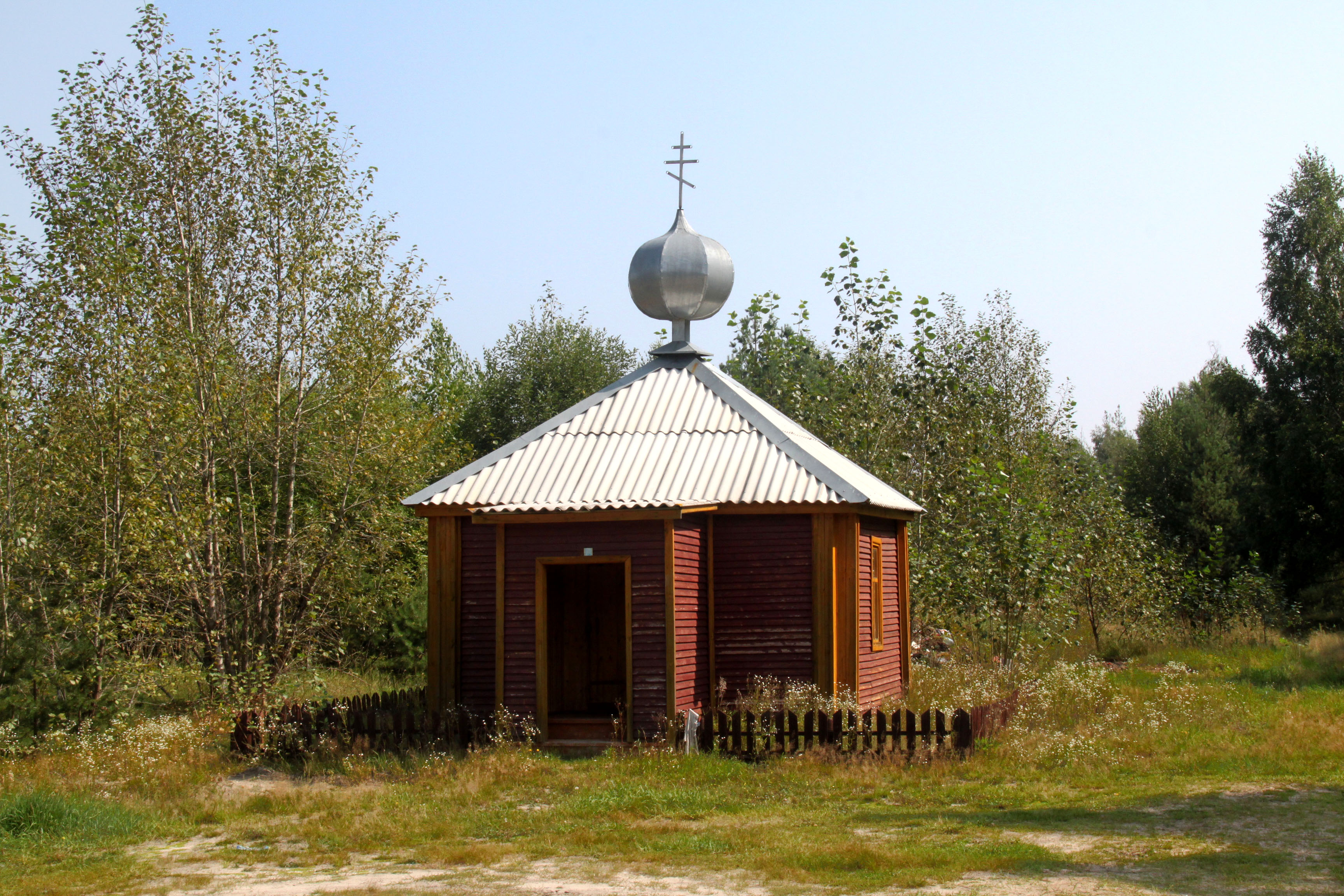
Часовня на месте Архангельской церкви в деревни Колесниково

## Некоторые факты
- На территории поселения, в деревни Немятово, написал многие свои книги писатель Анатолий Ким.[30] В настоящее время писатель имеет дачу в селе Воскресенье.
- На территории поселения неоднократно бывал писатель Борис Можаев. Многие его наблюдения были отражены в произведениях прозаика.
- На своей даче, в деревне Часлово, живёт и пишет свои замечательные книги русский писатель Владимир Личутин.[31][32] Многие жители деревни стали героями и прототипами его произведений.